# Waleri Borissowitsch Kudrjawzew
Waleri Borissowitsch Kudrjawzew (russisch Валерий Борисович Кудрявцев; * 4. Juli 1936 in Jegorjewsk; † 23. Dezember 2021) war ein sowjetischer bzw. russischer Mathematiker, Kybernetiker und Hochschullehrer.

## Leben
Kudrjawzew, Sohn eines Militärarztes, schloss den Mittelschulbesuch mit einer Goldmedaille ab. 1955 begann er das Studium an der Lomonossow-Universität Moskau (MGU) in der Mechanisch-Mathematischen Fakultät (Mechmat), das er 1960 als Mathematiker abschloss. Es folgte dort die Aspirantur bei Oleg Borissowitsch Lupanow, nach deren Abschluss 1963 er dort als Assistent arbeitete. Im selben Jahr verteidigte er mit Erfolg seine Dissertation über Fragen der Vollständigkeit einiger Funktionalsysteme in Verbindung mit Automaten für die Promotion zum Kandidaten der physikalisch-mathematischen Wissenschaften.
Ab 1963 lehrte Kudrjawzew an der Mechmat der MGU mit Ernennung zum Dozenten 1966. Er verfasste mit Sergei Wsewolodowitsch Jablonski und Gari Petrowitsch Gawrilow eine Monografie über Funktionen der algebraischen Logik und Postsche Klassen, die 1966 erschien und deren deutsche Ausgabe mit dem Titel  Boolesche Funktionen und Postsche Klassen 1970 von Helmut Thiele und Rolf Lindner herausgegeben wurde.
An der Universität Rostock fertigte Kudrjawzew bei  Wolfgang Engel die Dissertation mit dem Titel Fragen der Vollständigkeit von Funktionalsystemen an, mit der er 1972 zum Doktor der Naturwissenschaften promoviert wurde.
1980 verteidigte Kudrjawzew mit Erfolg seine Doktor-Dissertation über Fragen der Vollständigkeit von Funktionalsystemen für die Promotion zum Doktor der physikalisch-mathematischen Wissenschaften. Seine wissenschaftlichen Berater waren Sergei Wsewolodowitsch Jablonski und Oleg Borissowitsch Lupanow gewesen. 1982 wurde er zum Professor am Lehrstuhl für Diskrete Mathematik ernannt. Ab 1986 leitete er das Laboratorium für Probleme der Theoretischen Kybernetik. 1991 wurde er Leiter des Lehrstuhls für mathematische Theorie der Intelligenten Systeme.
Zu Kudrjawzews Forschungsschwerpunkten gehörten die Automatentheorie, Endliche Automaten, diskrete Funktionen, Mustererkennung, Datenbanken und intelligente Systeme. Die Ergebnisse seiner Arbeiten fanden breite Anwendungen. Seine Untersuchungen der Automaten-Funktionalsysteme begründeten eine neue Forschungsrichtung. Einer seiner Aspiraten war Stanislaw Wladimirowitsch Aljoschin.
Von 2008 bis 2020 war Kudrjawzew Direktor der 2006 gegründeten MGU-Filiale in Taschkent.

## Ehrungen, Preise
- Ehrendoktor der Universität Belgrad (1996)[3]
- Verdienter Wissenschaftler der Russischen Föderation (1997)[3]
- Ehrenprofessor der MGU (2004)[3]